# Alfa Romeo V6
El motor V6 de Alfa Romeo (conocido también como "Alfa Romeo V6 Busso") está diseñado en una disposición a 60°, el cual fue producido entre 1979 y 2005. Durante los años 1970, formó parte del proyecto Alfa Romeo Alfetta haciendo su debut en el Alfa Romeo Alfa 6 de 1979, para montarse a partir del año siguiente también en los Alfa Romeo Alfetta GT/GTV 2.5 de segunda serie.
Posteriormente, se redujo la cilindrada por la peculiar legislación italiana a 1997 cm³ (2 L) en el Alfa Romeo 90 y a 2959 cm³ (3 L) en el Alfa Romeo 75, así como sus derivados SZ y RZ.
Tras la adquisición de Alfa Romeo por parte del Grupo Fiat, el "Busso" se adapta para ser montado transversalmente en la gama de productos de Alfa Romeo, Fiat y Lancia, recibiendo cabezales multiválvulas.
Introducido con 2492 cm³ (2,5 litros), la producción de motores a la larga era de 1997 a 3179 cm³ (2 a 3,2 litros). Con las modificaciones es posible aumentarlo a 3.8 L. Inicialmente desarrollado en 1970 por Giuseppe Busso, el original era un motor SOHC de 12 válvulas, un diseño para operar con válvulas de descarga en un diseño similar a los anteriores de BMW y Bristol. En 1993, la primera versión de este motor DOHC equipaba al Alfa Romeo 164.
El V6 de producción terminó en 2005 en la planta de Arese, sustituido en el 159 y Brera por otro nuevo V6 de 3195 cm³ (3,2 litros) de origen General Motors con cabezales y alimentación rediseñadas por Alfa Romeo.

## 2.0

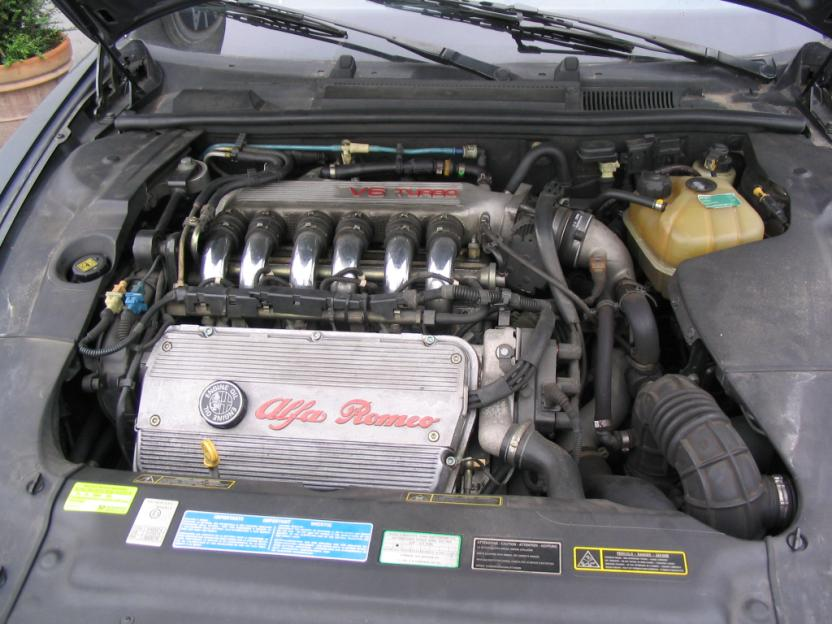
V6 Turbo 2.0 del Alfa 166

La versión de 1997 cm³ (2 L) se introdujo en 1983. Ambos con carburador de 136 CV (134 HP; 100 kW) y 132 CV (130 HP; 97 kW) con inyección de combustible desde el principio.

#### Aplicaciones
- 1983-1986 Alfa Romeo Alfa 6.
- 1984-1987 Alfa Romeo 90 2.0 V6

### 2.0 Turbo
El 2.0 turboalimentado, deriva del 3179 cm³ (3,2 L) de 12 válvulas. Es el último en que puso manos directamente el ingeniero Busso. Al final se introdujo en 1991 en el Alfa Romeo 164 V6 Turbo con 210 CV (207 HP; 154 kW).

#### Aplicaciones
- 1991-1992 Alfa Romeo 164 V6 Turbo
- 1991-1997 Alfa Romeo 164 Super V6 TB
- 1995-1998 Alfa Romeo GTV V6 TB (1.ª serie)
- 1998-2000 Alfa Romeo GTV V6 TB Lusso (2.ª serie)
- 1998-2000 Alfa Romeo Spider (2.ª serie)
- 1998-2000 Alfa Romeo 166 Super V6 TB

## 2.5

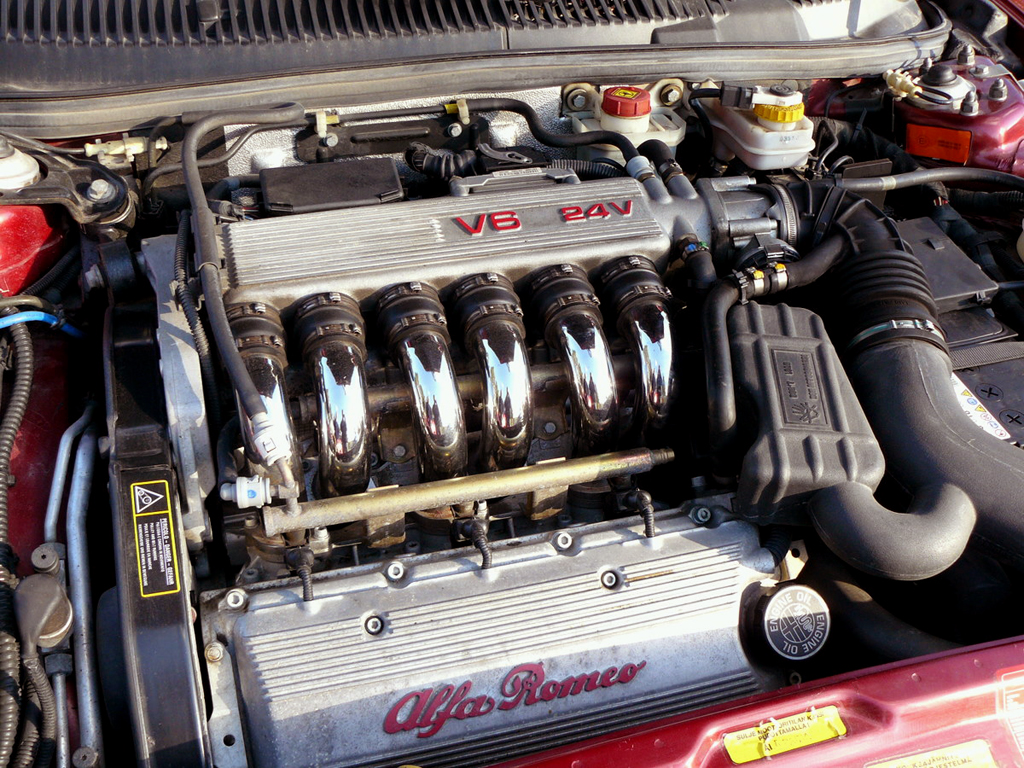
Versión 2.5 de 24V

El original con 2492 cm³ (2,5 L) produce 158 CV (156 HP; 116 kW). Se trata de un dos válvulas por cilindro con un diseño único del árbol de levas por lado de cilindros y seis carburadores.
La inyección de combustible se ha añadido para el Alfa 6 de 1983, el mismo que produjo 158 CV (156 HP; 116 kW). Este terminó su vida en el Alfa Romeo 155, donde hubo dos series, el desarrollo del 2492 cm³ (2,5 L) con 166 CV (164 HP; 122 kW).

#### Aplicaciones
- 1979-1986 Alfa Romeo Alfa 6
- 1980-1986 Alfa Romeo GTV6
- 1984-1987 Alfa Romeo 90
- 1985-1991 Alfa Romeo 75/Milano
- 1992-1997 Alfa Romeo 155
- 1985-1996 Fiat Croma

### Cuatro válvulas
Las cuatro válvulas se introdujeron en 1997 en el Alfa Romeo 156. Producía 190 CV (187 HP; 140 kW). En 2001, el V6 se aumentó a 192 CV (189 HP; 141 kW). El Alfa Romeo 166 utilizaba una versión ligeramente más bajo de par máximo. Esta versión se adjudicó como el Motor en el año 2000.

#### Aplicaciones
- 1996[9] -2005 Alfa Romeo 156
- 1996[9]-2007 Alfa Romeo 166

## 3.0

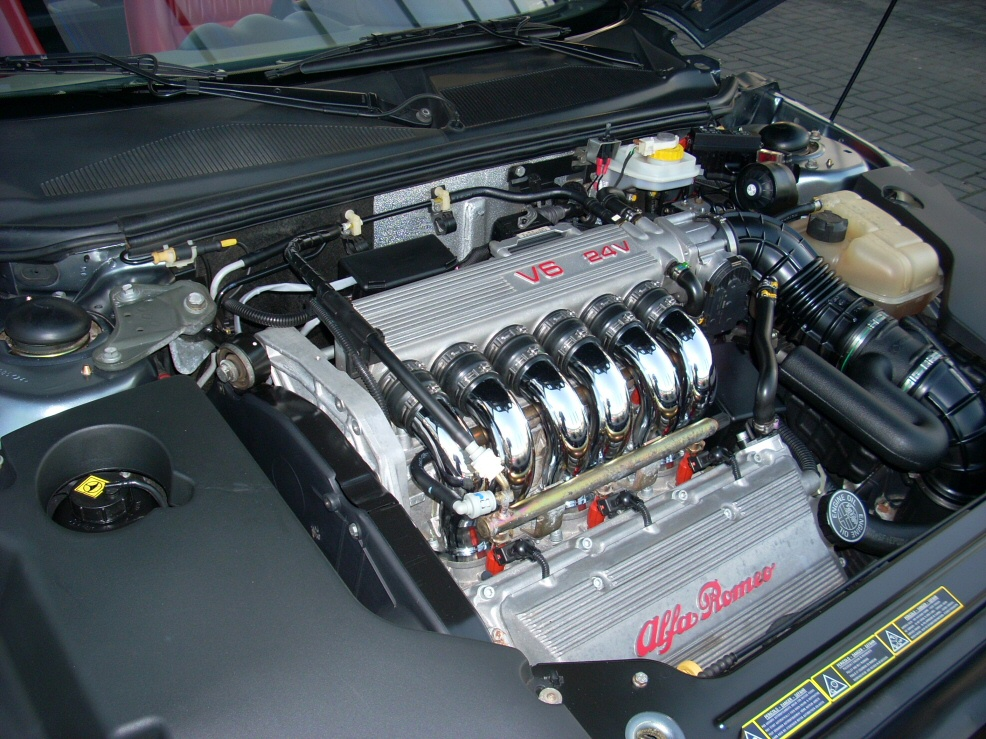
V6 3.0 de 24V

El de 2492 cm³ (2,5 L) se aumentó a 2959 cm³ (3 L) en 1987, produciendo 185 CV (182 HP; 136 kW), todavía con dos válvulas por cilindro. Este fue modificado para su colocación en el 164 y provisto de un árbol de levas de alto rendimiento y bajo restricción del tubo de escape, que producía 192 CV (189 HP; 141 kW) en la forma estándar, 184 CV (181 HP; 135 kW), cuando se colocó un convertidor catalítico en el año 1991, con la producción de la versión de 200 CV (197 HP; 147 kW). Este mismo fue instalado en el Alfa Romeo SZ con más de 210 CV (207 HP; 154 kW).

#### Aplicaciones
- 1987-1991 Alfa Romeo 75/Milano
- 1989-1991 Alfa Romeo SZ
- 1984-1994 Lancia Thema
- 1986-1992 Alfa Romeo 164
- 1995-2005 Alfa Romeo GTV y Spider

### Cuatro válvulas
Pasó a tener doble árbol de levas y cuatro válvulas por cilindro en 1993. Debido a esta y otras mejoras, producía 211 CV (208 HP; 155 kW) en el año 1993, con 230 CV (227 HP; 169 kW) y 276 N·m (204 lb·pie) en los Alfa 164 QV y la Normativa europea sobre emisiones Euro 3, con el motor de la producción, entregaban 232 CV (229 HP; 171 kW) en el modelo Q4 que en su última producción en el año 1996, producía 228 CV (225 HP; 168 kW), pero con un aumento del par máximo. En la recta final, este V6 es montado en el GTV y 166, produciendo 220 CV (217 HP; 162 kW).

#### Aplicaciones
- 1993-1996 Alfa Romeo 164
- 1995-2003 Alfa Romeo GTV y Spider
- 1998-2005 Alfa Romeo 166
- 1994-2001 Lancia Kappa
- 1998-2001 Gillet Vertigo[11]

## 3.2

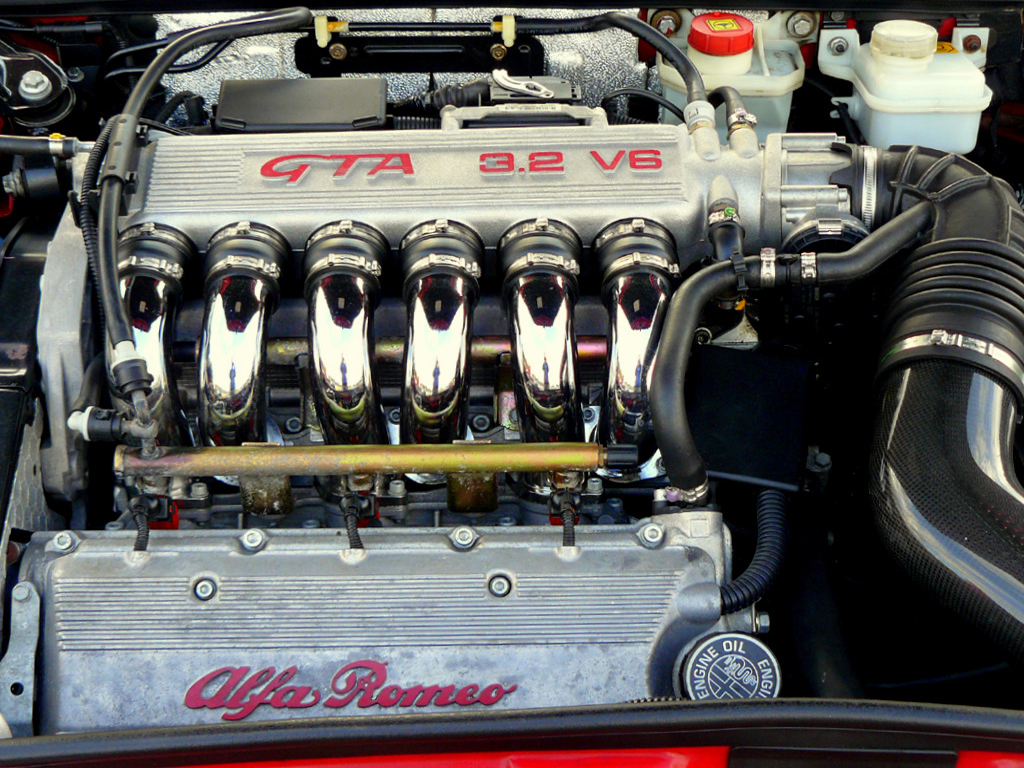
Versión de 3.2 L 24V en un 147 GTA

En 2002 se presentó el Alfa Romeo 156 GTA con una versión de 3179 cm³ (3,2 L) con 250 CV (247 HP; 184 kW) y 300 N·m (221 lb·pie). A finales de esta versión, se utiliza en el Alfa Romeo 166, Alfa Romeo 147, GTV, Spider y Alfa Romeo GT, con unos ligeros cambios para producir 240 CV (237 HP; 177 kW). Tiene un diámetro x carrera de 93 x 78 mm (3,66 x 3,07 pulgadas). En los Lancia producía 230 CV (227 HP; 169 kW).

#### Aplicaciones
- 2002-2005 Alfa Romeo 156 GTA
- 2002-2005 Alfa Romeo 147 GTA
- 2003-2010 Alfa Romeo GT
- 2003-2005 Alfa Romeo 166
- 2003-2005 Alfa Romeo GTV y Spider
- 2001-2006 Lancia Thesis